# Tetrafidàcies
Les tetrafidàcies (Tetraphidaceae) són una família de molses, l'única de la classe Tetraphidopsida i de l'ordre Tetraphidales. Inclou dos gèneres, Tetraphis i Tetrodontium, cadascun amb dues espècies.

## Descripció
Les molses de la família Tetraphidaceae tenen un estadi inicial del gametòfit (protonema) filamentós. Les càpsules són estretes, s'obren per un opercle i es troben sobre una seta molt llarga. El tret més característic de la família és el seu peristoma compost per quatre dents. Presenta fil·lidis amb nervi. Tetraphis pelludica, és l'espècie més comuna de la família, i és present als Pirineus.

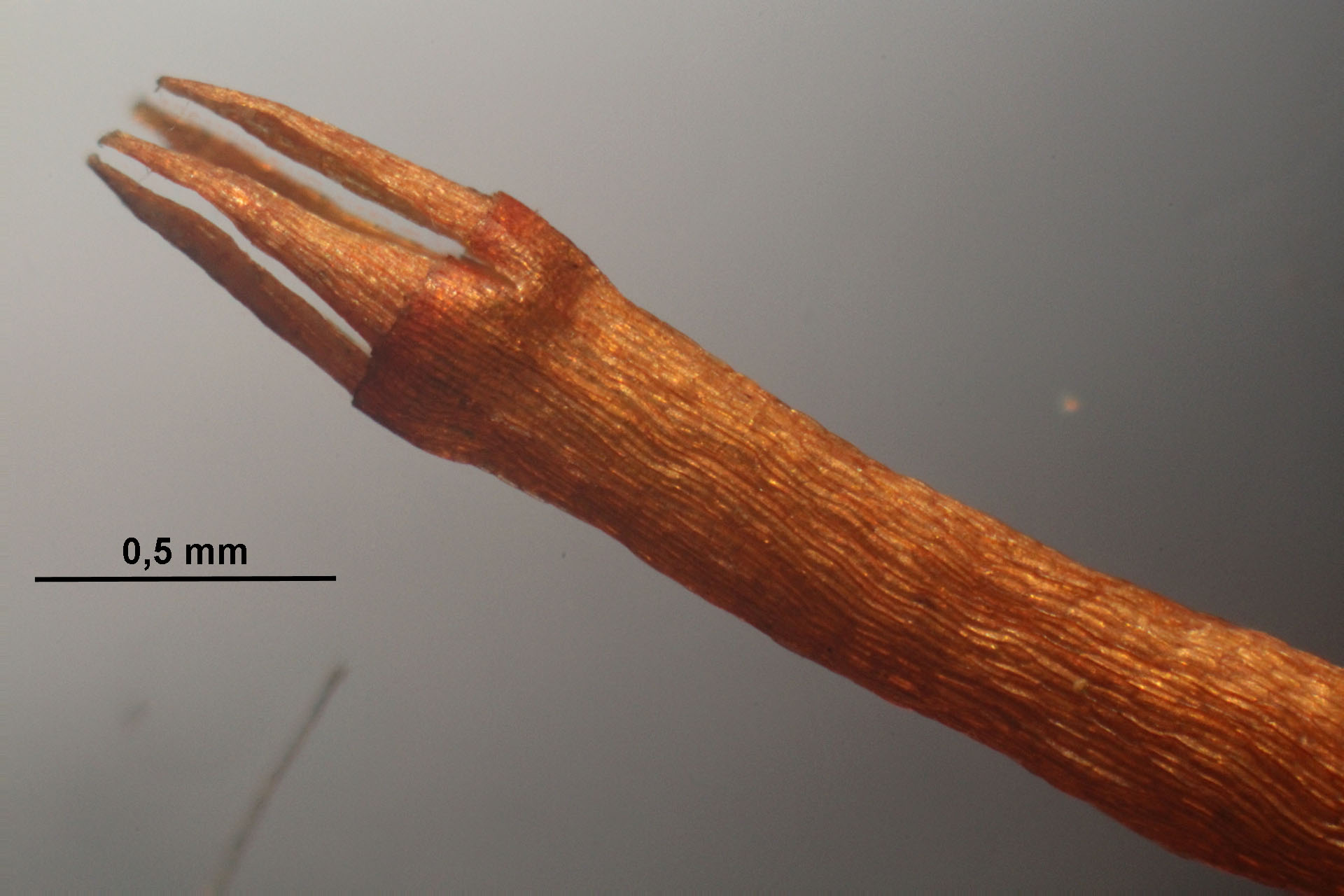
Detall de peristoma tetradentat de Tetraphis pellucida. tret característic de la família.

## Gèneres i espècies
Tetraphis
Tetraphis geniculata
Tetraphis pellucida
Tetrodontium
Tetrodontium brownianum
Tetrodontium repandum